# Arcuș
Arcuș (en hongrois: Árkos) est une commune roumaine du județ de Covasna dans le Pays sicule en Transylvanie. Elle est composée d'un seul village, Arcuș.

## Monuments et lieux touristiques
- Église unitarienne fortifiée (construite au XIVe siècle), monument historique[1]
- Château Szentkereszty (construite au XIXe siècle), monument historique[2]